# شهرستان چونگشین
شهرستان چونگشین (به لاتین: Chongxin County) یک منطقهٔ مسکونی در چین است که در پینگلیانگ واقع شده‌است.